# Lala Şahin Pascha
Lala Şahin Pascha war im 14. Jahrhundert der erste Beylerbey von Rumelien und überhaupt der erste osmanische Statthalter dieses Ranges. Über sein Leben ist, wie überhaupt die Frühzeit des osmanischen Staates, wenig Gesichertes bekannt.
Er stammte aus der Gegend um Bursa. Sein Vater Abdulmumyun soll zu den Verbündeten von Orhan Gazi gehört haben und an der osmanischen Eroberung Bithyniens teilgenommen haben. Elizabeth Zachariadou vermutet hingegen eine Identifikation mit einem 1360 urkundlich in Erscheinung getretenen S̲h̲āhīn b. ʿAbd Allāh, wonach der Name des Vaters Abdallah gewesen wäre. Lala Şahin wurde mutmaßlich als Christ geboren, sei aber später mit seinem Vater zum Islam konvertiert. Er wäre somit wie Köse Mihal oder Evrenos Bey ein Beispiel für Personen christlicher Abstammung, die sich in der Frühzeit des Osmanischen Reiches den Osmanen anschlossen und in die osmanische Elite aufstiegen.
Lala Şahin Pascha etablierte sich als einer der vertrauenswürdigsten Krieger und Kommandanten am Hof von Orhan I. und erbte das Land und die Verantwortung seines Vaters. Er wurde auch zum persönlichen Lehrer (Lālā) des Prinzen und späteren Sultans Murad I. ernannt. Nach dem Tod von Süleyman Pașa, dem ältesten Sohn Orhans, der die ersten Eroberungen in Europa (u. a. Gallipoli) durchgeführt hatte, schickte 1359 Orhan seinen Sohn Murad mit Lala Şahin Pascha nach Gallipoli. An der Seite Murads eroberte er u. a. Lüleburgaz und Çorlu und schließlich 1361 Edirne, das bis zum Fall Konstantinopels 1453 die Hauptstadt der Osmanen wurde. Als nach dem Tode Orhans 1362 Murad nach Bursa zurückkehrte, um dessen Nachfolge anzutreten, ernannte er Lala Şahin als Beylerbey zu seinem Vertreter in den eroberten Gebieten und Oberbefehlshaber der osmanischen Truppen.
Zusammen mit Hacı İlbey und Evrenos Bey setzte Lala Şahin Pascha an der Spitze der Osmanen die Eroberungen und Kriegszüge auf der Balkanhalbinsel fort. 1364 fiel Plovdiv und 1371 Stara Zagora. Als Kommandant der rumelischen Einheiten besiegte er 1371 an der Schlacht bei Tschernomen ein verbündetes serbisch-bulgarisches Aufgebot. Sodann nahm er im Gefolge des Großwesirs Çandarlı Kara Halil Hayreddin Paşa an der Eroberung Makedoniens teil, es fielen u. a. Kavalla, Drama, Zichna und Serres. Wahrscheinlich verstarb er im Frühjahr 1386 nach der Eroberung von Niš und vor einem Feldzug gegen das Emirat Karaman. Die osmanischen Autoren machen unterschiedliche Angaben über Todeszeitpunkt und -umstände. Seine Türbe befindet sich in seinem mutmaßlichen Geburtsort Kirmasti (heute Mustafakemalpaşa).
Manche Autoren und auch osmanische Quellen verwechseln ihn mit Kefalya oder Kavala Şâhin, der um 1380 in Bosnien und Albanien tätig war. Eine solche Identifikation nimmt auch der Personenindex des 2. Bandes des Handbuchs zur Geschichte Südosteuropas vor, doch unterscheidet der Verfasser Oliver Jens Schmitt im Text an den angegebenen Stellen zwischen „Lala Şahin“ und „Şahin“.